# Abdelatif Noussir
Abdelatif Noussir (Fés, 20 de fevereiro de 1990) é um futebolista profissional marroquino, que atua como defensor.

## Carreira
Abdelatif Noussir fez parte do elenco da Seleção Marroquina de Futebol nas Olimpíadas de 2012.